# Parc national de Botum Sakor
Le parc national de Botum Sakor (ou de Bodom Zagor ) (en Khmer : ភាសាខ្មែរ) est un parc national situé dans les monts des Cardamomes, dans la province de Kaoh Kong et la province de Sihanoukville au sud-ouest du Cambodge, à proximité de l'océan et de zones de mangroves.
Sa superficie (171 250 hectares soit 1 712,50 km2) en fait le plus grand parc national du Cambodge. Il s'étend sur la province de Kaoh Kong, qui comprend trois districts du Cambodge (Giri Sagore, Bodom Sagore et Kaoh Kong).
Il tire son nom de l'île de Bodom Sakor, située au sud-ouest des monts des Cardamomes.

## Aspects écopaysagers
La plus grande partie de ce parc national est située sur un sol en légère pente couverte d'arbres à feuilles persistantes et de zones herbeuses, le long de la plaine inondable côtière ; il comprend des zones marécageuses et des mangroves.

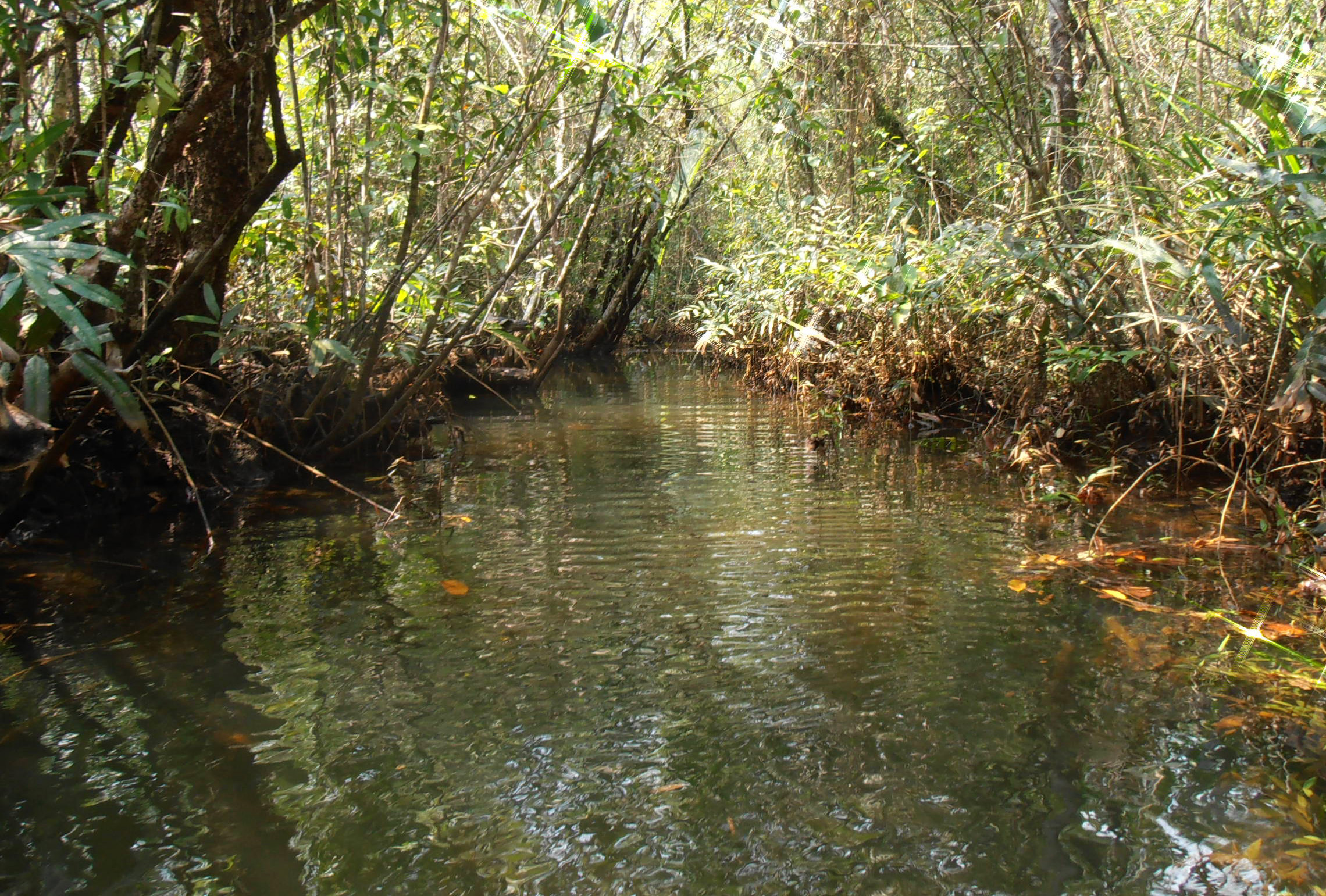
Forêt de mangrove

## Biodiversité

### Faune
Le parc national de Bodom Zagor abrite de nombreuses espèces sauvages remarquables, parfois endémiques. On a cru éteintes certaines de ces espèces avant de les redécouvrir récemment. Mais, en raison notamment de 30 ans de guerres, et des difficultés d'accès pour les scientifiques, seule une poignée de sites de la région ont été réellement inventoriés avec publication des informations relatives à la biodiversité. D'après les connaissances déjà disponibles, bon nombre des espèces les plus menacées et endémiques du monde y vivent.
Certaines de ces espèces sont répertoriées comme endémiques au niveau international. C'est cette richesse et leur vulnérabilité qui a en 1993 motivé la création du parc, peu après le Sommet de la Terre de Rio.

#### Mammifères
En 2009, 44 espèces de mammifères y avaient déjà été identifiées, dont huit classés comme espèces menacées dans le monde sur la Liste rouge de l'UICN. Certaines espèces sont également endémiques. On peut citer parmi les plus remarquables le pangolin javanais, le primate loris lent du Bengale, le singe Trachypithecus germaini, le petit cerf cochon, le chien sauvage d'Asie dhole, la panthère nébuleuse, le chat pêcheur viverrin, l'éléphant d'Asie et le gibbon à bonnet,. On estime qu'environ 10 % des gibbons à bonnet survivant dans le monde, vivent dans ce parc,, mais cette évaluation pourrait être surestimée, car elle est fondée sur des études faites dans les parties nord du parc uniquement, où les gibbons tendent à se rassembler. Des sources récentes fournies par des pièges photographiques suggèrent que le parc abrite encore des tigres d'Indochine. On peut aussi citer le blaireau-furet de Birmanie, la loutre de Sumatra, la loutre à pelage lisse, le grand cerf sambar et la civette asiatique viverra megaspila. L'ours malais (ou ours des cocotiers) et l'ours noir d'Asie (ou ours à collier du Tibet) sont probablement encore présents.

#### Faune aquatique
La faune amphibienne est moins présente qu'on pourrait s'y attendre dans le parc national de Bodom Sakor. Mais on y trouve cependant quelques espèces remarquables, dont les amphibiens endémiques sylvirana mortenseni et quasipaa fasciculispina.

#### Reptiles
Ce sont surtout des serpents tels le cobra royal et le calloselasme à lèvres roses (ou mocassin de Malaisie), volontiers tués par les habitants quand ils en trouvent. Il y a aussi dans les ruisseaux quelques crocodiles du Siam (en petit nombre) ainsi que des crocodiles marins beaucoup plus commun.

#### Oiseaux
On peut observer dans le parc national de Botum Sakor des centaines d'espèces d'oiseaux dont les notables canard à ailes blanches, paon spicifère, marabout chevelu, anhinga roux, calao bicorne, pygargue à tête grise etc.

## Climat, marées
Le climat est de type « tropical de mousson ».
Le marnage (marée haute) est en moyenne d'environ 1,5 mètre de hauteur.

## Population humaine
Aucune information fiable n'est disponible à ce sujet sur le parc,.

## Dégradations
Le gouvernement de Hun Sen a toléré diverses activités économiques dans le Parc, et même déclassé certaines parties du parc pour y développer l'industrie (au bénéfice d'industriels chinois, du consortium industriel et commercial L.Y.P. Group Co., LTD) ou d'autres activités.

## Protection, gestion
Le ministère cambodgien de l'Environnement est chargé de sa gestion et protection.